# Истхемская мельница

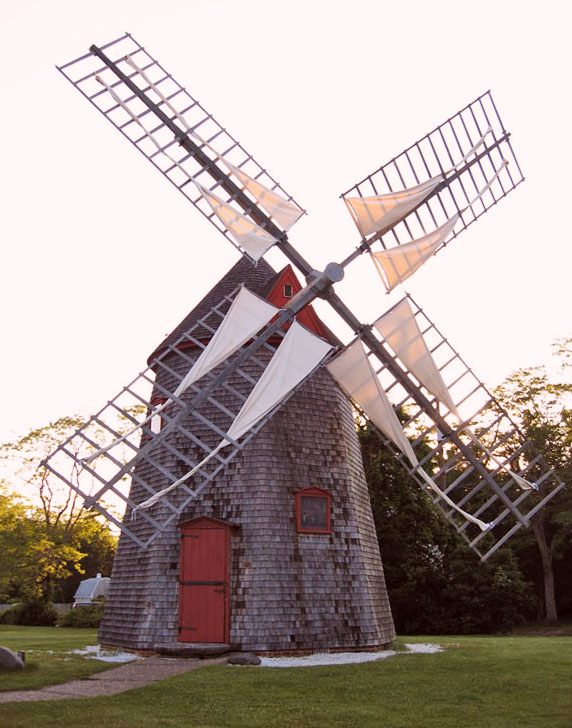
Истхемская мельница

Истхемская мельница (англ. Eastham Windmill) — расположенная в Истхеме мельница, старейшая на Кейп-Код. Она была сконструирована в 1680 году Томасом Пейном (англ. Thomas Paine) в Плимуте. В 1770 году она была перемещена в Труро, в 1793 году — наконец, в Истхем. В 1808 году она была перемещена на современное место, у библиотеки и таунхолла. Мельница является частью истхемского исторического района, а в 1999 году была добавлена в Национальный реестр исторических мест США.
В первые выходные после Дня Труда США ежегодно у мельницы проходит фестиваль Eastham Windmill Weekend.